# Saxifragodes albowiana
Saxifragodes albowiana là một loài thực vật có hoa trong họ Saxifragaceae. Loài này được (Kurtz ex Albov) D.M. Moore miêu tả khoa học đầu tiên năm 1969.